# Parlamentswahl in Finnland 2015
- VAS: 12
- SDP: 34
- VIHR: 15
- RKP: 9
- KESK: 49
- KOK: 37
- KD: 5
- PS: 38
- Sonst.: 1

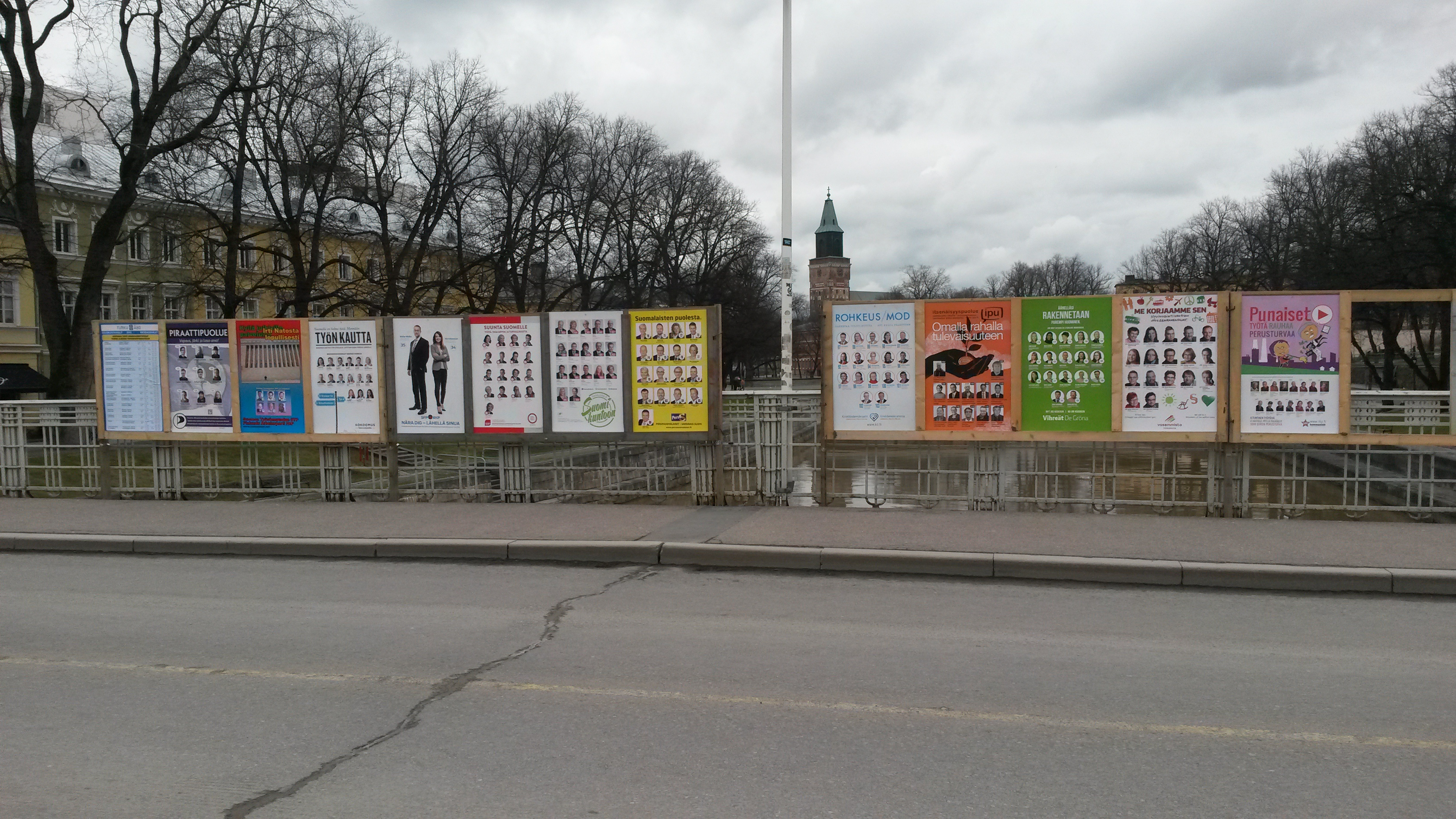
Wahlplakate in Turku

Die Parlamentswahl in Finnland 2015 fand am 19. April 2015 statt. Es war die Wahl zum 37. finnischen Parlament, dessen 200 Abgeordnete auf vier Jahre gewählt wurden. Wahlberechtigt waren 4,46 Millionen Finnen im In- und Ausland. Wahlsieger war die Zentrumspartei, während alle anderen großen Parteien Stimmanteile verloren. Die Sozialdemokraten erhielten das bisher schlechteste Ergebnis.
Nach der Wahl wurde eine bürgerliche Koalition aus der Zentrumspartei, der Nationalen Sammlungspartei und der Finnenpartei formiert.

## Ausgangslage
Die amtierende Regierung wurde vor der Wahl von einer Vier-Parteien-Koalition gebildet. Teil der Regierung waren die Nationale Sammlungspartei, die Sozialdemokratische Partei, die Schwedische Volkspartei und die Christdemokraten. Die beiden größten Oppositionsparteien waren die Partei Die Finnen und die Zentrumspartei. Das Linksbündnis und der Grüne Bund waren anfangs auch Teil der Regierungskoalition, hatten diese aber 2014 verlassen.
Am 22. Juni 2011 wählte das Parlament Jyrki Katainen mit 118 zu 72 Stimmen zum Ministerpräsidenten. Zwei Abgeordnete des Linksbündnisses, die gegen Katainen stimmten, wurden aus der Fraktion ausgeschlossen, womit sich die Regierungsmehrheit von ursprünglich 126 auf 124 Abgeordnete reduzierte. Im März 2014 erklärte das Linksbündnis seinen Austritt aus der Regierungskoalition. Es begründete diesen Schritt mit Budgetkürzungen im Sozialbereich. Damit reduzierte sich die Regierungsmehrheit auf 112 Abgeordnete.
Im April 2014 kündigte Jyrki Katainen an, sich nicht erneut um den Vorsitz der Nationalen Sammlungspartei bewerben zu wollen. Daraufhin wählte die Partei Alexander Stubb zu ihrem neuen Vorsitzenden und damit zum neuen Ministerpräsidenten. Im September 2014 gab der Grüne Bund bekannt, ebenfalls aus der Regierung auszutreten. Er begründete seinen Austritt mit der Zustimmung der Regierung für den Bau eines Kernkraftwerkes in Pyhäjoki. Die Regierung verfügte nunmehr über einen parlamentarischen Rückhalt von 102 Sitzen.

## Wahlbezirke
Das finnische Parlament entschied 2013, einige kleinere Wahlbezirke in größere Bezirke umzuwandeln.
| #  | Wahlbezirk      | Sitze | Karte |
| -- | --------------- | ----- | ----- |
| 01 | Helsinki        | 22    |       |
| 02 | Uusimaa         | 35    |       |
| 03 | Varsinais-Suomi | 17    |       |
| 04 | Satakunta       | 08    |       |
| 05 | Åland           | 01    |       |
| 06 | Häme            | 14    |       |
| 07 | Pirkanmaa       | 19    |       |
| 08 | Südostfinnland  | 17    |       |
| 09 | Savo-Karelien   | 16    |       |
| 10 | Vaasa           | 16    |       |
| 11 | Mittelfinnland  | 10    |       |
| 12 | Oulu            | 18    |       |
| 13 | Lappland        | 07    |       |

## Umfragen
Die Tabelle zeigt auf Umfragen basierende Sitzverteilungen. Für eine absolute Mehrheit im Parlament sind 101 Sitze nötig.
| Datum                            | Institut          | Parteien (%) | Parteien (%) | Parteien (%) | Parteien (%) | Parteien (%) | Parteien (%) | Parteien (%) | Parteien (%) | Parteien (%) |
| Datum                            | Institut          | KOK          | SDP          | PS           | KESK         | VAS          | VIHR         | RKP          | KD           | Sonstige     |
| -------------------------------- | ----------------- | ------------ | ------------ | ------------ | ------------ | ------------ | ------------ | ------------ | ------------ | ------------ |
| 19. April 2015                   | ScenariPolitici   | 36           | 34           | 35           | 51           | 15           | 15           | 8            | 5            | 1            |
| 21. März 2015                    | Accuscore         | 34           | 35           | 36           | 53           | 16           | 14           | 9            | 2            | 1            |
| 3. November 2014 – 19. März 2015 | Taloustutkimus    | 33           | 35           | 31           | 56           | 17           | 15           | 8            | 4            | 1            |
| 14. März 2015                    | Accuscore         | 34           | 34           | 36           | 55           | 16           | 14           | 8            | 2            | 1            |
| 26. Februar 2015                 | Accuscore         | 34           | 34           | 36           | 56           | 16           | 14           | 8            | 1            | 1            |
| 21. Februar 2015                 | Accuscore         | 35           | 34           | 35           | 57           | 15           | 14           | 8            | 1            | 1            |
| 23. Januar 2015                  | Accuscore         | 35           | 33           | 36           | 56           | 15           | 15           | 8            | 1            | 1            |
| 2. Juni – 2. Dezember 2014       | Taloustutkimus    | 42           | 31           | 37           | 50           | 17           | 12           | 8            | 2            | 1            |
| 17. April 2011                   | Wahlergebnis 2011 | 44           | 42           | 39           | 35           | 14           | 10           | 9            | 6            | 1            |

## Wahlergebnis
| Listen                                                                       | Listen                                     | Stimmen   | %    | +/-  | Mandate | +/- |
| ---------------------------------------------------------------------------- | ------------------------------------------ | --------- | ---- | ---- | ------- | --- |
|                                                                              | Finnische Zentrumspartei (KESK)            | 626.218   | 21,1 | +5,3 | 49      | +14 |
|                                                                              | Nationale Sammlungspartei (KOK)            | 540.212   | 18,2 | −2,2 | 37      | −7  |
|                                                                              | Basisfinnen (PS)                           | 524.054   | 17,7 | −1,4 | 38      | −1  |
|                                                                              | Sozialdemokratische Partei Finnlands (SDP) | 490.102   | 16,5 | −2,6 | 34      | −8  |
|                                                                              | Grüner Bund (VIHR)                         | 253.102   | 8,5  | +1,2 | 15      | +5  |
|                                                                              | Linksbündnis (VAS)                         | 211.702   | 7,1  | −1,0 | 12      | −2  |
|                                                                              | Schwedische Volkspartei (RKP)              | 144.802   | 4,9  | +0,6 | 9       | ±0  |
|                                                                              | Finnische Christdemokraten (KD)            | 105.134   | 3,5  | −0,5 | 5       | −1  |
|                                                                              | Piratenpartei (PP)                         | 25.086    | 0,8  | +0,3 | –       | ±0  |
|                                                                              | Unabhängigkeitspartei                      | 13.638    | 0,5  | +0,4 | –       | ±0  |
|                                                                              | Kommunistische Partei Finnlands (SKP)      | 7.529     | 0,3  | ±0,0 | –       | ±0  |
|                                                                              | Veränderung 2011 (M11)                     | 7.442     | 0,3  | ±0,0 | –       | ±0  |
|                                                                              | Kommunistische Arbeiterpartei (KTP)        | 1.100     | 0,0  | ±0,0 | –       | ±0  |
|                                                                              | Arbeiterpartei Finnlands (STP)             | 984       | 0,0  | ±0,0 | –       | ±0  |
|                                                                              | Für die Armen                              | 623       | 0,0  | ±0,0 | –       | ±0  |
|                                                                              | Sonstige 1                                 | 16.731    | 0,6  | ±0,0 | 1       | ±0  |
| Gesamt                                                                       | Gesamt                                     | 2.968.459 | 100  |      | 200     | –   |
|                                                                              |                                            |           |      |      |         |     |
| Ungültige Stimmen                                                            | Ungültige Stimmen                          | 15.397    | 0,5  | ±0   |         |     |
| Wähler                                                                       | Wähler                                     | 2.983.856 | 66,9 | –0,5 |         |     |
| Wahlberechtigte                                                              | Wahlberechtigte                            | 4.463.333 |      |      |         |     |
|                                                                              |                                            |           |      |      |         |     |
| Quellen: Tilastokeskus: Ergebnis, Wähler – Tulospalvelu: Nationales Ergebnis |                                            |           |      |      |         |     |

Tulospalvelu: KTP, Stimmen: 1.103 statt 1.100; gültige Stimmen: 2.968.462 statt 2.968.459; Wähler: 2.983.859 statt 2.983.856.

### Åland
Wahlkreis Åland (Ahvenanmaa), VP05.
| Listen            | Listen                           | Stimmen | %    | Mandate |
| ----------------- | -------------------------------- | ------- | ---- | ------- |
|                   | Åländsk Samling (AC – MSA – ASD) | 10.910  | 89,5 | 1       |
|                   | Liberalerna på Åland             | 1.277   | 10,5 | –       |
| Gesamt            | Gesamt                           | 12.187  | 100  | 1       |
|                   |                                  |         |      |         |
| Ungültige Stimmen | Ungültige Stimmen                | 292     | 2,3  |         |
| Wähler            | Wähler                           | 12.479  | 46,2 |         |
| Wahlberechtigte   | Wahlberechtigte                  | 27.017  |      |         |

## Regierungsbildung
Die Zentrumspartei (KESK), die Nationale Sammlungspartei (KOK) und die Basisfinnen (PS) einigten sich auf eine Koalition, die über 124 der 200 Sitze verfügte. Die neue Regierung mit Juha Sipilä (KESK) als Ministerpräsident trat am 29. Mai 2015 ihr Amt an.